# Phetchabun
Phetchabun, (thai:  เพชรบูรณ์) är en provins (changwat) i centrala Thailand. Provinsen hade 965 784 invånare år 2000, på en area av 12 668,4 km². Provinshuvudstaden är Phetchabun town.

## Administrativ indelning
Provinsen är indelad i 11 distrikt (amphoe). Distrikten är i sin tur indelade i 117 subdistrikt (tambon) och 1 261 byar (muban). 
| Phetchabuns distrikt numrerade | 1. Mueang Phetchabun 2. Chon Daen 3. Lom Sak 4. Lom Kao 5. Wichian Buri 6. Si Thep | 1. Nong Phai 2. Bueng Sam Phan 3. Nam Nao 4. Wang Pong 5. Khao Kho |